# Glacière de Saint-George
La glacière de Saint-George est une cavité du massif du Jura située dans le canton de Vaud, en Suisse.

## Situation géographique
La glacière de Saint-George est située sur le territoire de la commune du village homonyme, bâti à 1,5 km au sud-est de la cavité. Son entrée est située à 1 290 m d'altitude, en amont d'une petite vallée profonde de plus de 270 m nommée la combe de la Menthe. La glacière se trouve à la bordure orientale du massif jurassien, sur le flanc des derniers sommets dominants le plateau suisse.

## Caractéristiques

### Dimensions
La glacière de Saint-George est creusée dans les calcaires du Portlandien. À 20 m de profondeur, se situe une salle rectangulaire longue de 23 m et large de plus de 10 m pour une hauteur de 15 à 18 m. Le plafond de cette salle forme une voûte correspondant à la charnière du petit pli anticlinal dans lequel la cavité est creusée,.

### La glacière
La glacière de Saint-George fonctionne selon un système en poche à air froid, c'est-à-dire qu'elle ne communique avec l'extérieur que par un unique orifice (deux dans ce cas, mais qui ne permettent une circulation que dans une seule salle), établissant ainsi des courants d'air. En hiver, le refroidissement de l'air provoque une hausse de sa densité, ce qui l'amène à s'engouffrer dans la cavité et à repousser l'air plus chaud de cette dernière vers l'extérieur ; en été, le réchauffement de l'air extérieur diminue sa densité et l'empêche de s'engouffrer dans la cavité, bloquant l'air frais dans cette dernière. De plus, l'air froid emmagasiné par le calcaire des parois permet de maintenir la température à un niveau relativement bas, tandis que les courants d'air favorisent l'évaporation qui est également un phénomène permettant d'absorber la chaleur.
Le volume de la glace connaît une grande variabilité en fonction des saisons et des époques ; en 1942, il était estimé à plus de 2 300 m3. En été, la glace est quasiment invisible, masquée par des éboulis, mais son épaisseur moyenne est estimée à pas moins de 10 m.

## Histoire
La glace de la glacière fut exploitée par une entreprise lausannoise à partir de 1797 et durant tout le XIXe siècle afin d'alimenter les auberges, hôpitaux et riches habitants du bassin lémanique ; pour éviter la fonte de la glace, son transport se faisait de nuit à cheval. À partir du début du XXe siècle, les frigidaires font leur apparition et signent l'arrêt de l'exploitation de la glace,.